# Ericq Pierre
Ericq Pierre (* 1945? in Jérémie, Departement Grand’Anse, Haiti) ist ein haitianischer Ökonom und Politiker. Seit März 2016 ist er Außenminister im Kabinett von Premierminister Fritz Jean.
Am 27. April 2008 wurde Pierre von Präsident René Préval zum Ministerpräsidenten nominiert. Er sollte damit Nachfolger von Jacques-Édouard Alexis werden, der sein Amt am 12. April 2008 niederlegte. Pierre arbeitete zu dieser Zeit als Berater bei der Interamerikanischen Entwicklungsbank in Washington, D.C.
Pierre musste allerdings noch von beiden Kammern des Kongresses bestätigt werden. Nachdem der Senat die Wahl Pierres am 7. Mai 2008 gutgeheißen hatte, fehlte noch die Zustimmung der Abgeordnetenkammer, um mit der Regierungsbildung beginnen zu können. Am 12. Mai 2008 verhinderte die Abgeordnetenkammer (Chambre des Députés) die Ernennung zum Ministerpräsidenten: Bei einer Mehrheit von 51 Contra-Stimmen gab es 35 Pro-Stimmen und 9 Enthaltungen. Damit wurde Pierre, der 1997 schon einmal haitianischer Regierungschef werden sollte, ein zweites Mal von der Abgeordnetenkammer abgelehnt.